# Jugoszlávia az 1952. évi nyári olimpiai játékokon
Jugoszlávia a finnországi Helsinkiben megrendezett 1952. évi nyári olimpiai játékok egyik részt vevő nemzete volt. Az országot az olimpián 11 sportágban 87 sportoló képviselte, akik összesen 3 érmet szereztek.

## Érmesek
| Érem  | Versenyző | Sportág    | Versenyszám              |
| ----- | --- | ---------- | ------------------------ |
| Arany | Duje Bonačić Velimir Valenta Mate Trojanović Petar Šegvić | Evezés     | Kormányos nélküli négyes |
| Ezüst | Branko Stanković Zlatko Čajkovski Rajko Mitić Stjepan Bobek Bernard Vukas Vladimir Beara Tomislav Crnković Ivica Horvat Vujadin Boškov Tihomir Ognjanov Branko Zebec | Labdarúgás | Férfi                    |
| Ezüst | Zdravko-Ćiro Kovačić Veljko Bakašun Ivo Štakula Ivo Kurtini Boško Vuksanović Zdravko Ježić Lovro Radonić Marko Brajnović Vladimir Ivković                            | Vízilabda  | Férfi                    |

## Atlétika
Férfi
| Versenyző          | Versenyszám    | Előfutam | Előfutam | Előfutam | Negyeddöntő | Negyeddöntő | Negyeddöntő | Elődöntő | Elődöntő | Elődöntő | Döntő         | Döntő         |
| Versenyző          | Versenyszám    | Idő      | Hely.    | Össz.    | Idő         | Hely.       | Össz.       | Idő      | Hely.    | Össz.    | Idő           | Helyezés      |
| ------------------ | -------------- | -------- | -------- | -------- | ----------- | ----------- | ----------- | -------- | -------- | -------- | ------------- | ------------- |
| Andrija Otenhajmer | 1500 m         | 3:58,20  | 6.       | 38.      |             |             |             | kiesett  | kiesett  | kiesett  | kiesett       | kiesett       |
| Zdravko Ceraj      | 5000 m         | 15:17,8  | 14.      | 39.      |             |             |             |          |          |          | kiesett       | kiesett       |
| Velimir Ilić       | 5000 m         | 14:51,6  | 12.      | 29.      |             |             |             |          |          |          | kiesett       | kiesett       |
| Stevan Pavlović    | 5000 m         | 14:59,2  | 13.      | 35.      |             |             |             |          |          |          | kiesett       | kiesett       |
| Franjo Mihalić     | 10 000 m       |          |          |          |             |             |             |          |          |          | 30:53,2       | 18.           |
| Stanko Lorger      | 110 m gát      | 15,08    | 2.       | 9.*      |             |             |             | 15,09    | 4.       | 8.       | kiesett       | kiesett       |
| Božidar Đurašković | 3000 m akadály | 9:23,2   | 10.      | 21.      |             |             |             |          |          |          | kiesett       | kiesett       |
| Petar Šegedin      | 3000 m akadály | 9:40,2   | 9.       | 31.      |             |             |             |          |          |          | kiesett       | kiesett       |
| Drago Štritof      | 3000 m akadály | 9:28,0   | 8.       | 25.      |             |             |             |          |          |          | kiesett       | kiesett       |
| Franjo Krajcar     | Maraton        |          |          |          |             |             |             |          |          |          | nem ért célba | nem ért célba |

| Versenyző            | Versenyszám   | Selejtező | Selejtező | Döntő    | Döntő    |
| Versenyző            | Versenyszám   | Eredmény  | Helyezés  | Eredmény | Helyezés |
| -------------------- | ------------- | --------- | --------- | -------- | -------- |
| Mihajlo Dimitrijević | Magasugrás    | 187 cm    | 10.***    | 180 cm   | 20.**    |
| Milan Milakov        | Rúdugrás      | 400 cm    | 19.       | 410 cm   | 13.      |
| Rade Radovanović     | Hármasugrás   | 43,13 m   | 24.       | kiesett  | kiesett  |
| Rudolf Galin         | Kalapácsvetés | 49,98 m   | 21.       | 51,37 m  | 17.      |
| Ivan Gubijan         | Kalapácsvetés | 54,76 m   | 4.        | 54,54 m  | 9.       |
| Branko Dangubić      | Gerelyhajítás | 66,58 m   | 9.        | 70,55 m  | 5.       |

| Versenyző  | Versenyszám | 100 m | 100 m | Távolugrás | Távolugrás | Súlylökés | Súlylökés | Magasugrás | Magasugrás | 400 m | 400 m | 110 m gát | 110 m gát | Diszkoszvetés | Diszkoszvetés | Rúdugrás | Rúdugrás | Gerelyhajítás | Gerelyhajítás | 1500 m  | 1500 m | Végeredmény | Végeredmény |
| Versenyző  | Versenyszám | Idő   | Pont  | Eredmény   | Pont       | Eredmény  | Pont      | Eredmény   | Pont       | Idő   | Pont  | Idő       | Pont      | Eredmény      | Pont          | Eredmény | Pont     | Eredmény      | Pont          | Idő     | Pont   | Pont        | Helyezés    |
| ---------- | ----------- | ----- | ----- | ---------- | ---------- | --------- | --------- | ---------- | ---------- | ----- | ----- | --------- | --------- | ------------- | ------------- | -------- | -------- | ------------- | ------------- | ------- | ------ | ----------- | ----------- |
| Oto Rebula | Tízpróba    | 11,72 | 678   | 664 cm     | 678        | 12,90 m   | 663       | 165 cm     | 605        | 54,46 | 565   | 16,40     | 593       | 38,55 m       | 587           | 340 cm   | 476      | 51,39 m       | 554           | 5:01,93 | 249    | 5648        | 15.         |

Női
| Versenyző            | Versenyszám | Selejtező | Selejtező | Döntő    | Döntő    |
| Versenyző            | Versenyszám | Eredmény  | Helyezés  | Eredmény | Helyezés |
| -------------------- | ----------- | --------- | --------- | -------- | -------- |
| Nada Kotlušek        | Súlylökés   | 12,35 m   | 14.       | 11,98 m  | 14.      |
| Marija Radosavljević | Súlylökés   | 13,15 m   | 5.        | 13,30 m  | 7.       |

* - egy másik versenyzővel azonos időt ért el

** - három másik versenyzővel azonos eredményt ért el

*** - kilenc másik versenyzővel azonos eredményt ért el

## Birkózás
Kötöttfogású
| Versenyző     | Versenyszám | 1. forduló                  | 2. forduló                 | 3. forduló                     | 4. forduló              | 5. forduló        | 6. forduló        | 7. forduló        | Helyezés |
| Versenyző     | Versenyszám | Ellenfél Eredmény           | Ellenfél Eredmény          | Ellenfél Eredmény              | Ellenfél Eredmény       | Ellenfél Eredmény | Ellenfél Eredmény | Ellenfél Eredmény | Helyezés |
| ------------- | ----------- | --------------------------- | -------------------------- | ------------------------------ | ----------------------- | ----------------- | ----------------- | ----------------- | -------- |
| Borivoj Vukov | 52 kg       | Borisz Gurevics (URS) · 0-3 | Kenéz Béla (HUN) · 1:40    | Svend Aage Thomsen (DEN) · 3-0 | Heini Weber (GER) · 0-3 | kiesett           | kiesett           | kiesett           | 7.       |
| Bela Torma    | 62 kg       | Ernest Gondzik (POL) · 1-2  | Bartl Brötzner (AUT) · 1-2 | kiesett                        | kiesett                 | kiesett           | kiesett           |                   | 10.      |
| Bela Čuzdi    | 73 kg       | Osvaldo Riva (ITA) · 1-2    | Marin Belușica (ROU) · 0-3 | kiesett                        | kiesett                 | kiesett           | kiesett           |                   | 13.      |

## Evezés
| Versenyző | Versenyszám              | Előfutam | Előfutam | Vigaszág | Vigaszág | Elődöntő | Elődöntő | Vigaszág | Vigaszág | Döntő   | Döntő   |
| Versenyző | Versenyszám              | Idő      | Hely.    | Idő      | Hely.    | Típus    | Idő      | Hely.    | Típus    | Idő     | Hely.   |
| --- | ------------------------ | -------- | -------- | -------- | -------- | -------- | -------- | -------- | -------- | ------- | ------- |
| Duje Bonačić Velimir Valenta Mate Trojanović Petar Šegvić                                                                       | Kormányos nélküli négyes | 6:34,4   | 1.       |          |          | 7:01,1   | 1.       |          |          | 7:16,0  |         |
| Ladislav Matetić Branko Belačić Vladimir Horvat Vojko Šeravić Karlo Pavlenč Boris Beljak Stanko Despot Drago Husjak Zdenko Bego | Nyolcas                  | 6:06,9   | 1.       |          |          | 6:33,5   | 2.       | 6:12,0   | 2.       | kiesett | kiesett |

## Kajak-kenu
Férfi
| Versenyző       | Versenyszám          | Előfutam | Előfutam | Előfutam | Döntő   | Döntő    |
| Versenyző       | Versenyszám          | Idő      | Hely.    | Össz.    | Idő     | Helyezés |
| --------------- | -------------------- | -------- | -------- | -------- | ------- | -------- |
| Josip Lipokatić | Kajak egyes 1000 m   | 4:35,2   | 6.       | 15.      | kiesett | kiesett  |
| Josip Lipokatić | Kajak egyes 10 000 m |          |          |          | 51:01,3 | 13.      |

## Labdarúgás
- Branko Stanković
- Zlatko Čajkovski
- Rajko Mitić
- Stjepan Bobek
- Bernard Vukas
- Vladimir Beara
- Tomislav Crnković
- Ivica Horvat
- Vujadin Boškov
- Tihomir Ognjanov
- Branko Zebec

Selejtező
| 1952. július 15. |

| Jugoszlávia                                                       | 10–1              | India          |
| ----------------------------------------------------------------- | ----------------- | -------------- |
| Vukas 2' 62' Mitić 14' 43' Zebec 17' 23' 60' 87' Ognjanov 52' 67' | (5–0) Jegyzőkönyv | Ahmed Khan 89' |

| Pallokenttä stadion, Helsinki Nézőszám: 20 000 Játékvezető: John Best (amerikai) |

Nyolcaddöntő
| 1952. július 20. |

| Jugoszlávia                                    | 5–5 (h. u.)                 | Szovjetunió                                |
| ---------------------------------------------- | --------------------------- | ------------------------------------------ |
| Mitić 29' Ognjanov 33' Zebec 44' 59' Bobek 46' | (3–0, 5–5, 5–5) Jegyzőkönyv | Bobrov 53' 77' 87' Trofimov 75' Petrov 89' |

| Ratina stadion, Tampere Nézőszám: 17 000 Játékvezető: Arthur Ellis (angol) |

Újrajátszás
| 1952. július 22. |

| Jugoszlávia                                  | 3–1               | Szovjetunió |
| -------------------------------------------- | ----------------- | ----------- |
| Mitić 19' Bobek 29' (11-esből) Čajkovski 54' | (2–1) Jegyzőkönyv | Bobrov 6'   |

| Ratina stadion, Tampere Nézőszám: 17 000 Játékvezető: Arthur Ellis (angol) |

Negyeddöntő
| 1952. július 25. |

| Jugoszlávia                                              | 5–3               | Dánia                                     |
| -------------------------------------------------------- | ----------------- | ----------------------------------------- |
| Čajkovski 19' Ognjanov 35' Vukas 41' Bobek 78' Zebec 81' | (3–0) Jegyzőkönyv | Lundberg 63' Seebach 85' J. P. Hansen 87' |

| Pallokenttä stadion, Helsinki Nézőszám: 10 000 Játékvezető: Wolf Karni (finn) |

Elődöntő
| 1952. július 29. |

| Jugoszlávia                | 3–1               | NSZK            |
| -------------------------- | ----------------- | --------------- |
| Mitić 3' 24' Čajkovski 30' | (3–1) Jegyzőkönyv | Stollenwerk 12' |

| Olimpiai stadion, Helsinki Nézőszám: 20 000 Játékvezető: Wolf Karni (finn) |

Döntő
| 1952. augusztus 2. |

| Jugoszlávia | 0–2               | Magyarország          |
| ----------- | ----------------- | --------------------- |
|             | (0–0) Jegyzőkönyv | Puskás 70' Czibor 88' |

| Olimpiai stadion, Helsinki Nézőszám: 60 000 Játékvezető: Arthur Ellis (angol) |

| Csapat            | Helyezés |
| ----------------- | -------- |
| Jugoszlávia (YUG) |          |

## Ökölvívás
| Versenyző          | Versenyszám  | Selejtező                | Nyolcaddöntő                  | Negyeddöntő                   | Elődöntő          | Döntő             | Helyezés |
| Versenyző          | Versenyszám  | Ellenfél Eredmény        | Ellenfél Eredmény             | Ellenfél Eredmény             | Ellenfél Eredmény | Ellenfél Eredmény | Helyezés |
| ------------------ | ------------ | ------------------------ | ----------------------------- | ----------------------------- | ----------------- | ----------------- | -------- |
| Stevan Redli       | Pehelysúly   | Tommy Reddy (IRL) · KO   | Leonard Leisching (RSA) · 0-3 | kiesett                       | kiesett           | kiesett           | 9.       |
| Pavle Šovljanski   | Kisváltósúly | Farkas Béla (HUN) · 3-0  | René Weissmann (FRA) · DSQ    | kiesett                       | kiesett           | kiesett           | 9.       |
| Tomislav Krizmanić | Nehézsúly    | Eugen Furesz (ROU) · 3-0 | Max Marsille (BEL) · 3-0      | Ingemar Johansson (SWE) · 0-3 | kiesett           | kiesett           | 5.       |

## Sportlövészet
| Versenyző         | Versenyszám            | Eredmény | Helyezés |
| ----------------- | ---------------------- | -------- | -------- |
| Edvard Delorenco  | Szabadpisztoly         | 521      | 21.      |
| Rudolf Vuk        | Szabadpisztoly         | 521      | 23.      |
| Jovan Kratohvil   | Szabadpuska, összetett | 1073     | 14.      |
| Stjepan Prauhardt | Szabadpuska, összetett | 1065     | 16.      |
| Nemanja Marković  | Sportpuska, összetett  | 1127     | 26.      |
| Nemanja Marković  | Sportpuska, fekvő      | 387      | 43.      |
| Zlatko Mašek      | Sportpuska, összetett  | 1129     | 25.      |
| Zlatko Mašek      | Sportpuska, fekvő      | 386      | 47.      |

## Torna
Férfi
| Versenyző | Versenyszám      | Eredmény | Helyezés  |
| --- | ---------------- | -------- | --------- |
| Ivan Čaklec                                                                                                  | Talaj            | 16,80    | 108.***   |
| Ivan Čaklec                                                                                                  | Ugrás            | 18,70    | 19.*****  |
| Ivan Čaklec                                                                                                  | Korlát           | 17,05    | 118.*     |
| Ivan Čaklec                                                                                                  | Nyújtó           | 13,90    | 160.      |
| Ivan Čaklec                                                                                                  | Gyűrű            | 13,90    | 170.      |
| Ivan Čaklec                                                                                                  | Lólengés         | 13,60    | 150.*     |
| Ivan Čaklec                                                                                                  | Egyéni összetett | 93,95    | 144.      |
| Dušan Furlan                                                                                                 | Talaj            | 16,60    | 119.*     |
| Dušan Furlan                                                                                                 | Ugrás            | 18,55    | 31.***    |
| Dušan Furlan                                                                                                 | Korlát           | 17,60    | 100.***** |
| Dušan Furlan                                                                                                 | Nyújtó           | 17,35    | 86.       |
| Dušan Furlan                                                                                                 | Gyűrű            | 16,40    | 121.**    |
| Dušan Furlan                                                                                                 | Lólengés         | 16,20    | 104.*     |
| Dušan Furlan                                                                                                 | Egyéni összetett | 101,70   | 88.       |
| Karel Janež                                                                                                  | Talaj            | 7,75     | 181.      |
| Karel Janež                                                                                                  | Ugrás            | 16,05    | 162.*     |
| Karel Janež                                                                                                  | Korlát           | 16,45    | 133.**    |
| Karel Janež                                                                                                  | Nyújtó           | 13,10    | 164.      |
| Karel Janež                                                                                                  | Gyűrű            | 13,05    | 174.      |
| Karel Janež                                                                                                  | Lólengés         | 14,65    | 135.      |
| Karel Janež                                                                                                  | Egyéni összetett | 81,05    | 176.      |
| Ivica Jelić                                                                                                  | Talaj            | 14,00    | 172.      |
| Ivica Jelić                                                                                                  | Ugrás            | 17,50    | 120.**    |
| Ivica Jelić                                                                                                  | Korlát           | 16,55    | 132.      |
| Ivica Jelić                                                                                                  | Nyújtó           | 15,30    | 142.      |
| Ivica Jelić                                                                                                  | Gyűrű            | 15,90    | 137.****  |
| Ivica Jelić                                                                                                  | Lólengés         | 15,05    | 129.***   |
| Ivica Jelić                                                                                                  | Egyéni összetett | 94,30    | 142.      |
| Franjo Jurjević                                                                                              | Talaj            | 15,65    | 148.**    |
| Franjo Jurjević                                                                                              | Ugrás            | 18,65    | 25.**     |
| Franjo Jurjević                                                                                              | Korlát           | 17,00    | 120.      |
| Franjo Jurjević                                                                                              | Nyújtó           | 14,75    | 151.*     |
| Franjo Jurjević                                                                                              | Gyűrű            | 15,25    | 156.      |
| Franjo Jurjević                                                                                              | Lólengés         | 10,80    | 174.      |
| Franjo Jurjević                                                                                              | Egyéni összetett | 92,10    | 149.      |
| Antun Kropivšek                                                                                              | Talaj            | 7,30     | 182.      |
| Antun Kropivšek                                                                                              | Ugrás            | 8,40     | 183.      |
| Antun Kropivšek                                                                                              | Korlát           | 16,90    | 123.      |
| Antun Kropivšek                                                                                              | Nyújtó           | 18,25    | 48.**     |
| Antun Kropivšek                                                                                              | Gyűrű            | 15,90    | 137.****  |
| Antun Kropivšek                                                                                              | Lólengés         | 15,70    | 114.*     |
| Antun Kropivšek                                                                                              | Egyéni összetett | 82,45    | 175.      |
| Ede Mađar | Talaj            | 17,45    | 82.*      |
| Ede Mađar | Ugrás            | 17,20    | 137.**    |
| Ede Mađar | Korlát           | 16,40    | 136.*     |
| Ede Mađar | Nyújtó           | 14,95    | 150.      |
| Ede Mađar | Gyűrű            | 15,55    | 148.**    |
| Ede Mađar | Lólengés         | 13,75    | 144.**    |
| Ede Mađar | Egyéni összetett | 95,30    | 136.      |
| Sreten Stefanović                                                                                            | Talaj            | 15,80    | 146.      |
| Sreten Stefanović                                                                                            | Ugrás            | 16,70    | 151.*     |
| Sreten Stefanović                                                                                            | Korlát           | 16,95    | 121.*     |
| Sreten Stefanović                                                                                            | Nyújtó           | 13,80    | 162.      |
| Sreten Stefanović                                                                                            | Gyűrű            | 18,05    | 67.*      |
| Sreten Stefanović                                                                                            | Lólengés         | 13,35    | 152.**    |
| Sreten Stefanović                                                                                            | Egyéni összetett | 94,65    | 138.      |
| Dušan Furlan Ede Mađar Sreten Stefanović Ivica Jelić Ivan Čaklec Franjo Jurjević Antun Kropivšek Karel Janež | Csapat összetett | 503,00   | 19.       |

Női
| Versenyző                                                                                                  | Versenyszám      | Eredmény | Helyezés |
| --- | ---------------- | -------- | -------- |
| Anka Drinić                                                                                                | Talaj            | 17,56    | 61.***** |
| Anka Drinić                                                                                                | Ugrás            | 17,39    | 84.*     |
| Anka Drinić                                                                                                | Felemás korlát   | 17,06    | 70.***   |
| Anka Drinić                                                                                                | Gerenda          | 16,32    | 101.     |
| Anka Drinić                                                                                                | Egyéni összetett | 68,33    | 74.      |
| Marica Ivandekić                                                                                           | Talaj            | 16,06    | 124.     |
| Marica Ivandekić                                                                                           | Ugrás            | 16,56    | 110.     |
| Marica Ivandekić                                                                                           | Felemás korlát   | 16,89    | 80.*     |
| Marica Ivandekić                                                                                           | Gerenda          | 17,10    | 72.      |
| Marica Ivandekić                                                                                           | Egyéni összetett | 66,61    | 96.      |
| Tereza Kočiš                                                                                               | Talaj            | 17,76    | 44.**    |
| Tereza Kočiš                                                                                               | Ugrás            | 9,10     | 130.     |
| Tereza Kočiš                                                                                               | Felemás korlát   | 17,06    | 70.***   |
| Tereza Kočiš                                                                                               | Gerenda          | 16,23    | 105.     |
| Tereza Kočiš                                                                                               | Egyéni összetett | 60,15    | 130.     |
| Milica Rožman                                                                                              | Talaj            | 16,86    | 99.      |
| Milica Rožman                                                                                              | Ugrás            | 15,66    | 120.     |
| Milica Rožman                                                                                              | Felemás korlát   | 17,06    | 70.***   |
| Milica Rožman                                                                                              | Gerenda          | 17,56    | 44.      |
| Milica Rožman                                                                                              | Egyéni összetett | 67,14    | 90.      |
| Sonja Rožman                                                                                               | Talaj            | 17,56    | 61.***** |
| Sonja Rožman                                                                                               | Ugrás            | 17,89    | 61.      |
| Sonja Rožman                                                                                               | Felemás korlát   | 16,66    | 86.*     |
| Sonja Rožman                                                                                               | Gerenda          | 17,39    | 51.      |
| Sonja Rožman                                                                                               | Egyéni összetett | 69,50    | 61.      |
| Ada Smolnikar                                                                                              | Talaj            | 17,23    | 80.      |
| Ada Smolnikar                                                                                              | Ugrás            | 17,36    | 86.****  |
| Ada Smolnikar                                                                                              | Felemás korlát   | 15,49    | 115.     |
| Ada Smolnikar                                                                                              | Gerenda          | 16,83    | 88.*     |
| Ada Smolnikar                                                                                              | Egyéni összetett | 66,91    | 92.*     |
| Nada Spasić                                                                                                | Talaj            | 16,79    | 101.*    |
| Nada Spasić                                                                                                | Ugrás            | 17,96    | 54.**    |
| Nada Spasić                                                                                                | Felemás korlát   | 16,13    | 101.*    |
| Nada Spasić                                                                                                | Gerenda          | 16,90    | 82.*     |
| Nada Spasić                                                                                                | Egyéni összetett | 67,78    | 84.      |
| Tanja Žutić                                                                                                | Talaj            | 17,03    | 89.*     |
| Tanja Žutić                                                                                                | Ugrás            | 18,03    | 49.**    |
| Tanja Žutić                                                                                                | Felemás korlát   | 16,49    | 92.      |
| Tanja Žutić                                                                                                | Gerenda          | 16,93    | 81.      |
| Tanja Žutić                                                                                                | Egyéni összetett | 68,48    | 70.      |
| Sonja Rožman Tanja Žutić Anka Drinić Nada Spasić Milica Rožman Ada Smolnikar Marica Ivandekić Tereza Kočiš | Kéziszer csapat  | 69,20    | 8.       |
| Sonja Rožman Tanja Žutić Anka Drinić Nada Spasić Milica Rožman Ada Smolnikar Marica Ivandekić Tereza Kočiš | Csapat összetett | 477,34   | 11.      |

* - egy másik versenyzővel azonos eredményt ért el

** - két másik versenyzővel azonos eredményt ért el

*** - három másik versenyzővel azonos eredményt ért el

**** - négy másik versenyzővel azonos eredményt ért el

***** - öt másik versenyzővel azonos eredményt ért el

## Úszás
Férfi
| Versenyző         | Versenyszám | Előfutam | Előfutam | Előfutam | Elődöntő | Elődöntő | Elődöntő | Döntő   | Döntő    |
| Versenyző         | Versenyszám | Idő      | Hely.    | Össz.    | Idő      | Hely.    | Össz.    | Idő     | Helyezés |
| ----------------- | ----------- | -------- | -------- | -------- | -------- | -------- | -------- | ------- | -------- |
| Blago Barbieri    | 200 m mell  | 2:47,3   | 5.       | 26.*     | kiesett  | kiesett  | kiesett  | kiesett | kiesett  |
| Boris Škanata     | 100 m hát   | 1:07,5   | 2.       | 3.       | 1:07,8   | 2.       | 5.       | 1:08,1  | 7.       |
| Nikola Trojanović | 200 m mell  | 2:42,4   | 3.       | 14.      | 2:41,8   | 7.       | 12.      | kiesett | kiesett  |

* - két másik versenyzővel azonos időt ért el

## Vitorlázás
| Versenyző                  | Versenyszám | Futam | Futam | Futam | Futam | Futam | Futam | Futam | Pontszám | Helyezés |
| Versenyző                  | Versenyszám | 1     | 2     | 3     | 4     | 5     | 6     | 7     | Pontszám | Helyezés |
| -------------------------- | ----------- | ----- | ----- | ----- | ----- | ----- | ----- | ----- | -------- | -------- |
| Karlo Bauman               | Finn dingi  | DNF   | 168   | 703   | 247   | 344   | 247   | DNF   | 1709     | 23.      |
| Karlo Bašić Mario Fafangel | Csillaghajó | 122   | 168   | 344   | 247   | 193   | 144   | 101   | 1218     | 20.      |

DNF - nem ért célba

## Vízilabda
- Zdravko-Ćiro Kovačić
- Veljko Bakašun
- Ivo Štakula
- Ivo Kurtini
- Boško Vuksanović
- Zdravko Ježić
- Lovro Radonić
- Marko Brajnović
- Vladimir Ivković

### Eredmények
1. forduló
| 1952. július 25. | Jugoszlávia (YUG) | 10 – 2 | Ausztrália (AUS) |  |
| 1952. július 25. | (4 – 1)           |        |                  |  |
| 1952. július 25. |                   |        |                  |  |

C csoport
| Csapat      | JM | GY | D | V | LG | KG | GK  | PT |
| ----------- | -- | -- | - | - | -- | -- | --- | -- |
| Jugoszlávia | 3  | 3  | 0 | 0 | 20 | 3  | +17 | 6  |
| Hollandia   | 3  | 2  | 0 | 1 | 17 | 6  | +11 | 4  |
| Svédország  | 3  | 1  | 0 | 2 | 9  | 18 | -9  | 2  |
| Argentína   | 3  | 0  | 0 | 3 | 6  | 25 | -19 | 0  |

| 1952. július 27. | Jugoszlávia (YUG) | 9 – 1 | Argentína (ARG) |  |
| 1952. július 27. | (4 – 1)           |       |                 |  |
| 1952. július 27. |                   |       |                 |  |

| 1952. július 28. | Hollandia (NED) | 3 – 2 | Jugoszlávia (YUG) |  |
| 1952. július 28. | (1 – 0)         |       |                   |  |
| 1952. július 28. |                 |       |                   |  |

A mérkőzést Jugoszlávia sikeresen megóvta "a mérkőzésvezető alkalmatlansága" alapján. Mivel a mérkőzés eredményétől függetlenül mindkét válogatott továbbjutott és azonos csoportba került, a negyeddöntők során játszották újra, amivel ezen csoport végeredménye is végleges lett.
| 1952. július 29. | Jugoszlávia (YUG) | 9 – 1 | Svédország (SWE) |  |
| 1952. július 29. | (4 – 1)           |       |                  |  |
| 1952. július 29. |                   |       |                  |  |

| 1952. augusztus 1. | Jugoszlávia (YUG) | 2 – 1 | Hollandia (NED) |  |
| 1952. augusztus 1. | (2 – 0)           |       |                 |  |
| 1952. augusztus 1. |                   |       |                 |  |

Középdöntő
F csoport
| Csapat       | JM | GY | D | V | LG | KG | GK | PT |
| ------------ | -- | -- | - | - | -- | -- | -- | -- |
| Magyarország | 3  | 1  | 2 | 0 | 11 | 9  | +2 | 4  |
| Jugoszlávia  | 3  | 1  | 2 | 0 | 7  | 6  | +1 | 4  |
| Hollandia    | 3  | 1  | 1 | 1 | 9  | 8  | +1 | 3  |
| Szovjetunió  | 3  | 0  | 1 | 2 | 8  | 12 | -4 | 1  |

| 1952. július 30. | Szovjetunió (URS) | 3 – 3 | Jugoszlávia (YUG) |  |
| 1952. július 30. | (2 – 1)           |       |                   |  |
| 1952. július 30. |                   |       |                   |  |

| 1952. július 31. | Jugoszlávia (YUG) | 2 – 2 | Magyarország (HUN) |  |
| 1952. július 31. | (1 – 1)           |       |                    |  |
| 1952. július 31. |                   |       |                    |  |

Négyes döntő
| Csapat           | JM | GY | D | V | LG | KG | GK | PT |
| ---------------- | -- | -- | - | - | -- | -- | -- | -- |
| Magyarország     | 3  | 2  | 1 | 0 | 13 | 4  | +9 | 5  |
| Jugoszlávia      | 3  | 2  | 1 | 0 | 9  | 5  | +4 | 5  |
| Olaszország      | 3  | 1  | 0 | 2 | 8  | 14 | -6 | 2  |
| Egyesült Államok | 3  | 0  | 0 | 3 | 6  | 13 | -7 | 0  |

| 1952. augusztus 1. | Jugoszlávia (YUG) | 4 – 2 | Egyesült Államok (USA) |  |
| 1952. augusztus 1. | (2 – 1)           |       |                        |  |
| 1952. augusztus 1. |                   |       |                        |  |

| 1952. augusztus 2. | Jugoszlávia (YUG) | 3 – 1 | Olaszország (ITA) |  |
| 1952. augusztus 2. | (0 – 1)           |       |                   |  |
| 1952. augusztus 2. |                   |       |                   |  |

| Csapat            | Helyezés |
| ----------------- | -------- |
| Jugoszlávia (YUG) |          |